# NOCTY
NOCTY（のくてぃ）は、神奈川県川崎市高津区溝口にある商業ビル。正式名は「ノクティプラザ」。 大規模小売店法上の名称は、「溝口駅北口地区第一種市街地再開発事業施設建築物」。 管理運営はみぞのくち新都市株式会社が行っている。1997年9月開業。
NOCTYの名称は、溝口の「のくち」+cityによる。溝口の駅前再開発により建設されたビルのうちの2棟で、駅に近い側にあり主に専門店が入るノクティ1とその東側にあり丸井が核テナントとなっているノクティ2からなる。
いずれも南武線武蔵溝ノ口駅・東急田園都市線溝の口駅と、通路（ペデストリアンデッキ）で2階フロアとつながっている。

## ノクティ1
地上10階、地下1階。専門店街が中心で、その他10階と地下1階が主に公共施設となっている。5階と9階に連絡通路があり、ノクティ2と行き来が可能となっている。

### 施設
- 2-8F ショッピングフロア(10:30-20:00)
8F：レストラン・ビューティー・スクール(たかの友梨ビューティクリニック, 英会話イーオンなど)  
7F：文具・書籍(文教堂書店など)  
6F：生活雑貨(無印良品)  
5F：手芸・旅行・保険・ビューティー(新宿オカダヤ, 近畿日本ツーリストなど)  
4F：レディス&メンズファッション・雑貨・コスメ・ビューティー(ジーユーなど)  
3F：レディス&メンズファッション・雑貨・メガネ(Zoff, ASBeeなど)  
2F：レディスファッション・ファッション雑貨(ローリーズファームなど)
- 10F みぞのくち献血ルーム(全血：9：40-13：00/14：00-17：30, 成分：9:40-12:00/14:00-16:30)
- 10F 溝ノ口年金相談センター(平日：8：30-17：15, 第2土：9：30-16：00　※土日祝休業)
- 9F レストランフロア(11:00-23:00, LOは店舗ごとに異なる)
- 8F レストラン(11:00-22:30, LO：21:30)
- 1F ローソン(24時間営業)
- 1F auショップ(10:00-20:00)
- 1F 丸貞(10:00-19:00)
- 1F かわしんホットロビー(平日：7：30-19：00, 土日：9：00-17：00）
- 1F 三井住友銀行ATMコーナー(8：00-22：00)
- B1F 川崎市溝口行政サービスコーナー(平日：7：30-19：00, 土日：9：00-17：00)
- B1F 市バス溝口乗車券発売所(平日：7：30-20：00, 土：9：00-17：00, 日祝：10：00-17：00)
- B1F 溝ノ口ノクティビル内郵便局(郵便：9：00-17：00, 保険・貯金：9：00-16：00)

## ノクティ2
地上12階、地下2階。多くを丸井（マルイファミリー溝口）が占めるほか、飲食店街、駐車場、市営駐輪場などが入る。11・12階は川崎市の施設「高津市民館」となっている。

### 施設
- B1F-10F マルイファミリー溝口(10：30-20：00, 10Fレストラン：11：00-22：00, まるい食遊館：10：30-20：30)
- 11F-12F 川崎市高津市民館（ノクティホール）(9：00-21：00)
- 1F フードコート(10：30-22：00, LOは店舗ごとに異なる)
- B1F-1F ノクティ専門店(10：30-20：30)
- B1F あすなろ眼科(10：30-13：00, 14：30-19：00)
- 市営駐輪場（地下1・2階）日曜祝日は無料開放。駐輪できるのは自転車と50cc以下原動機付自転車。 ノクティ駐車場(7：00-25：00) 駐車台数は約500台、50ccを除いたバイク約12台。自動車は30分ごとに250円。バイクは最初の1時間200円、以降30分100円。
バイク駐輪は2007年4月から開始。 　ノクティや丸井の店舗でバイク利用の旨を伝えると、店舗従業員が市営駐輪場の駐輪券を渡す場合があるが、駐車場では使用できないので注意。
店舗でバイク入庫時に発行された駐車券を提示することで割引サービスを受けることができる。  丸井やノクティプラザのHPにはバイクの駐車に関する情報は掲載されていない。
車の土日出庫、16：30～18：30は道路状況により混雑する場合あり。

## 再開発事業
このNOCTYは、溝口駅北口地区市街地再開発事業の一環として建設された。
当時溝口は、川崎市のほぼ中央に位置する高津区の中心地であり、JR南武線と東急田園都市線とが交差し、多くのバス路線も集中する交通の結節点であった。溝口駅には駅前広場がなく、周辺の道路が狭かったため、駅周辺の交通渋滞の緩和や歩行者の安全確保の観点から早急な基盤整備が必要とされた。
駅周辺の地域経済の活性化に向けて、新たな客層を呼び込むことが期待できる買い回り性の高い商業施設を誘致するため、遊休地を市が取得し、公共施設と施設建築物を一体的に整備する再開発事業が行われた。
- 昭和37年　　　　区画整理事業での駅周辺整備を表明
- 昭和43年　　　　再開発事業での整備に事業を切り換える
- 昭和46年　　　　溝口駅周辺再開発事務所を開設
- 昭和63年8月　　溝口駅北口地区第一種市街地再開発事業の都市計画決定
- 平成3年7月　　　川崎市が施行者となって事業を行うことが決定
- 平成3年8月　　　キーテナントが株式会社丸井に内定
- 平成3年11月　　事業計画決定
- 平成4年9月　　　都市計画の変更決定
- 平成4年12月　　事業計画の変更決定
- 平成5年9月　　　公共施設（小杉菅線）　着工
- 平成5年10月　　権利変換計画認可
- 平成6年3月　　　施設建築物工事　着工
- 平成6年12月　　公共施設整備　本格着工
- 平成7年8月　　　再開発ビルの管理会社「みぞのくち新都市株式会社」設立
- 平成8年9月　　　再開発ビルの愛称が「NOCTY（ノクティ）」に決定
- 平成9年9月　　　再開発ビル「NOCTY（ノクティ）」開業及び駅前広場一部供用開始
- 平成11年3月　　公共施設整備　完成（事業完了）